# یوزپلنگ شمال‌شرقی آفریقا
یوزپلنگ شمال‌شرقی آفریقا (نام علمی: Acinonyx jubatus soemmeringii) نام یک زیرگونه یوزپلنگ در شمال‌شرق آفریقا است. در حال حاضر این زیرگونه در سودان جنوبی و اتیوپی وجود دارد ولی وضیعت آن در اریتره، جیبوتی، سومالی و سودان نامشخص است.
اولین بار با نام علمی Cynailurus soemmeringii توسط جانورشناس اتریشی لیوپولد فیتزینگر در سال ۱۸۵۵ بر اساس نمونه‌ای از بیابان بیوضه سودان که به باغ‌وحش شون‌برون در وین آورده شد، توصیف شد. به یوزپلنگ سودانی نیز معروف است.
در دهه ۱۹۷۰، جمعیت یوزپلنگ در اتیوپی، سودان و سومالی تقرییا ۱۱۵۰ تا ۴۵۰۰ نفر تخمین زده شد. در سال ۲۰۰۷، تخمین زده شد که ۹۵۰ نفر در مناطق حفاظت شده در این منطقه زندگی می‌کنند. تعداد افرادی که در خارج از این منطقه حفاظت شده زندگی می‌کنند ناشناخته است.
این زیرگونه ارتباط نزدیک‌تری با یوزپلنگ جنوب شرقی آفریقا دارد تا جمعیت یوزپلنگ شمال‌غربی آفریقا. نتایج حاصل از تجزیه و تحلیل فیلوژیوگرافیک نشان می‌دهد که این دو زیرگونه از ۱۶٫۰۰۰ تا ۷۲٫۰۰۰ سال پیش از هم جدا شده‌اند.

## آرایه‌شناسی

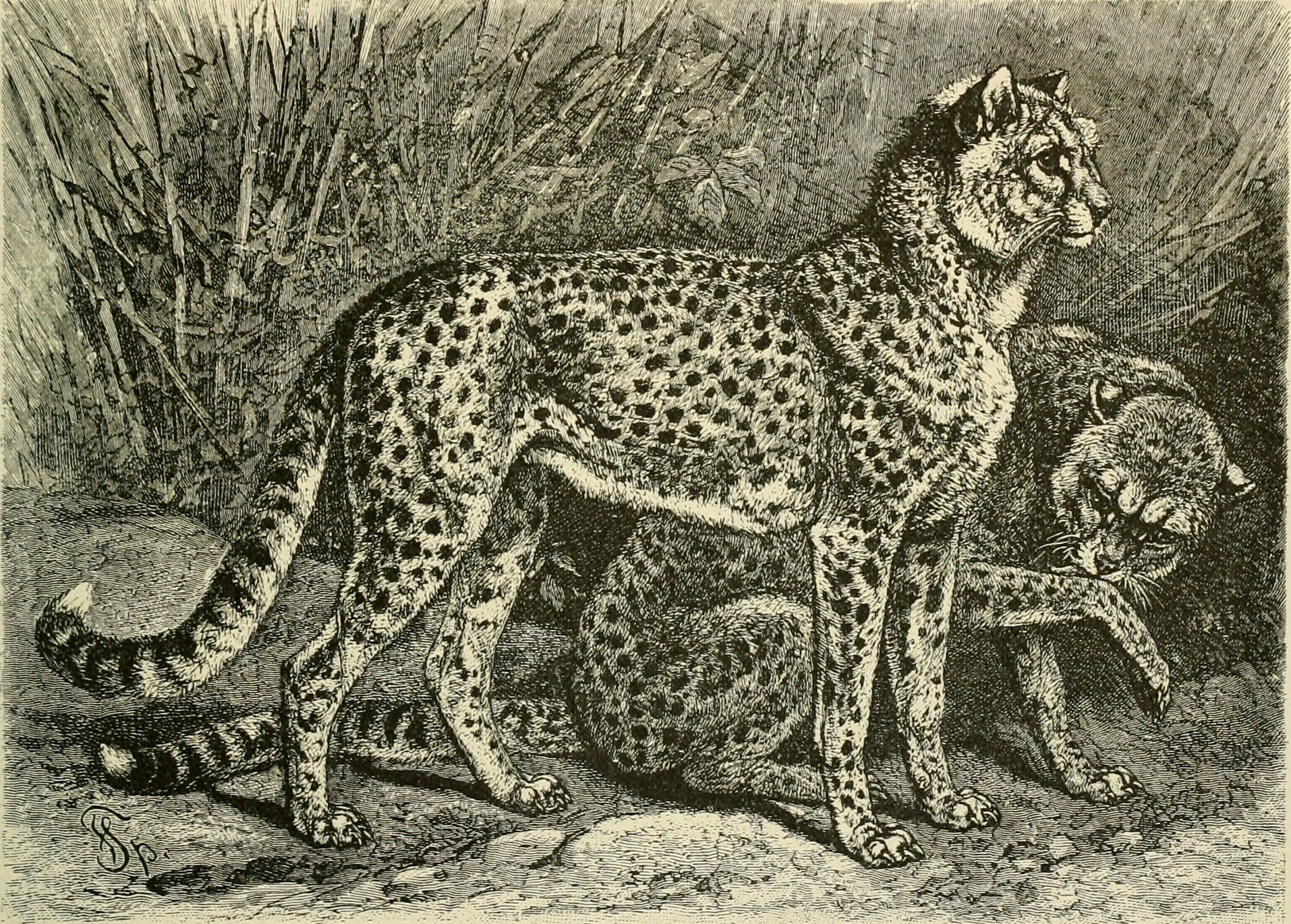
تصویری از یوزپلنگ‌ها از فهد، حبشه توسط آلفرد برم، ۱۸۹۵

Cynailurus soemmeringii نام علمی بود که توسط لیوپولد فیتزینگر در سال ۱۸۵۵ پیشنهاد شد، زمانی که او یک یوزپلنگ نر زنده را توصیف کرد که توسط تئودور فون هوگلین از بیابان بیوضه سودان در کردفان به باغ‌وحش شون‌برون در وین آورده شد. این نام به افتخار ساموئل توماس فون سومرینگ بود.
به دنبال توصیف فیتزینگر، سایر طبیعت شناسان و جانورشناسان یوزپلنگ‌های دیگر مناطق شمال شرق آفریقا را توصیف کردند که امروزه مترادف A. j. soemmeringii:
- Felis megabalica توسط تئودور فون هوگلین در سال ۱۸۶۳ پیشنهاد شد که پوست یوزپلنگ خریداری شده در کرانه غربی بحرالابیاد را توصیف کرد. هوگلین اظهار داشت که از داخل کشور آورده شده است. نام علمی از ریشه یونانی mega (بسیار) و "balios" (خالدار) تشکیل شده است.[۷]
- Acinonyx wagneri که توسط مکس هیلزایمر در سال ۱۹۱۳ پیشنهاد شد، یک نمونه یوزپلنگ از کردفان در سودان بود. هیلزایمر آن را به افتخار یوهان آندریاس واگنر نامگذاری کرد.[۸]

## سیر تکاملی
برای یک مطالعه فیلوژئوگرافیک، ۹۵ نمونه یوزپلنگ مانند مدفوع یوزپلنگ‌های وحشی جمع‌آوری شده در ایران، نمونه‌های بافتی یوزهای اسیر و مصادره شده، نمونه‌های مو و استخوان از نمونه‌های موزه استفاده شد. نتایج مطالعه نشان داد که یوزپلنگ شمال شرقی آفریقا و یوزپلنگ آفریقای جنوبی از نظر ژنتیکی با یکدیگر و یوزپلنگ آسیایی متفاوت هستند. یوزپلنگ شمال شرقی آفریقا احتمالاً بین ۳۲٫۲۰۰ تا ۲۴۴٫۰۰۰ سال پیش از یوزپلنگ آفریقای جنوبی جدا شده‌است؛ بنابراین، پیشنهاد شد که مستحق یک وضعیت زیرگونه است.

## مشخصه‌های فیزیکی

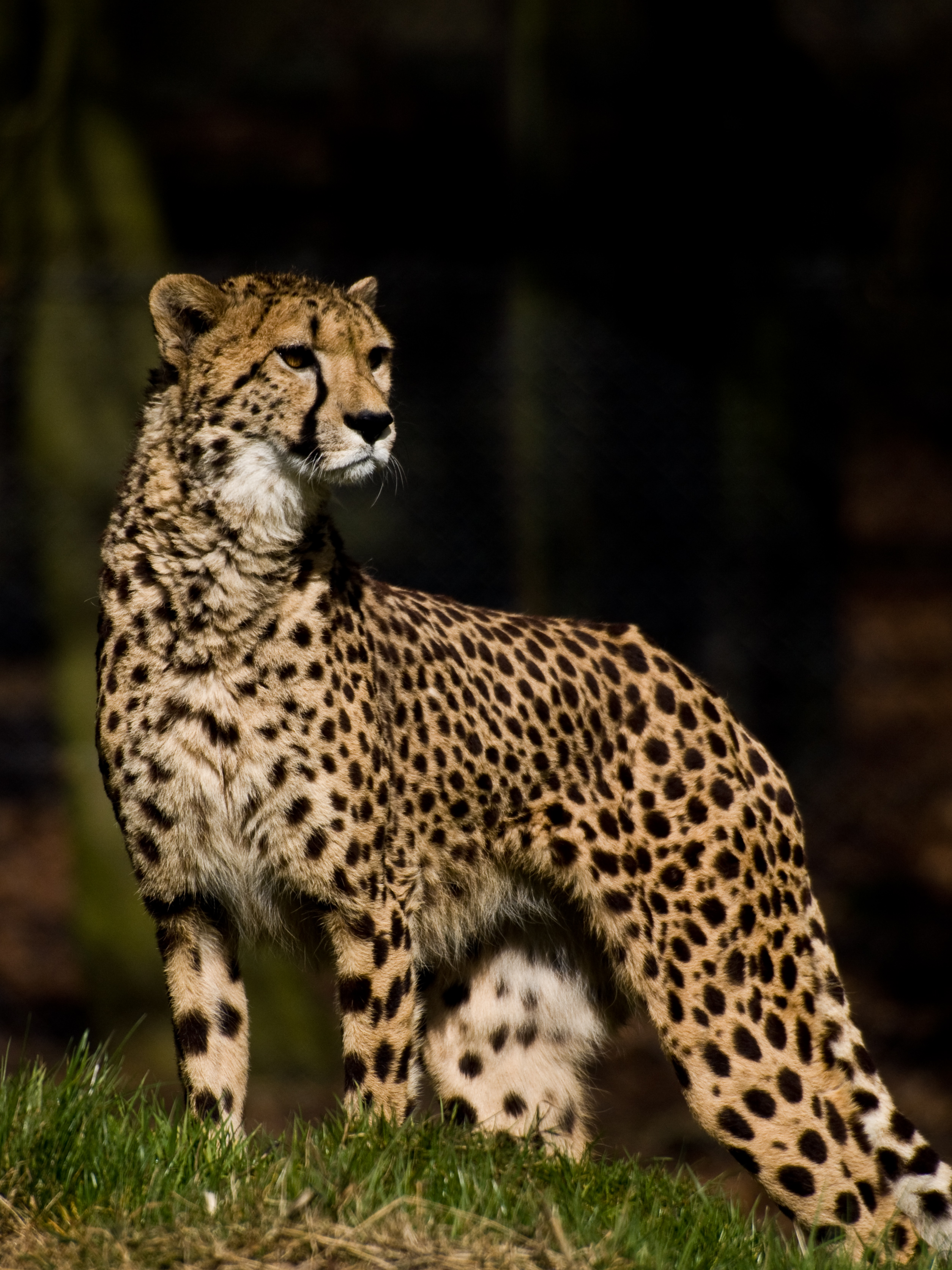
در باغ‌وحش ویپسنید، بدفوردشر

یوزپلنگ شمال‌شرقی آفریقا، مانند خویشاوندش در جنوب آفریقا، نسبتاً بزرگ است. از نظر فیزیکی، بیشتر شبیه یوزپلنگ آفریقای شرقی است. در مقایسه با خویشاوندانش از شرق و شمال غربی آفریقا، پوششی خالدار رنگارنگ متراکم با خز نسبتاً ضخیم و درشت دارد. شکم یوزپلنگ شمال‌شرقی آفریقا به طور مشخص سفید است در حالی که سینه و گلوی آن می‌تواند دارای لکه‌های سیاهی مشابه زیرگونه شرقی باشد. با این حال، در رنگ خز تیره‌تر است. این یوزپلنگ دارای گسترده‌ترین و جداترین لکه‌های پشتی سیاه است، اما کوچک‌تر از یوزپلنگ آفریقای شرقی است. برخلاف یوزپلنگ آفریقای شرقی، یوزپلنگ شمال‌شرقی آفریقا هیچ لکه‌ای روی پای عقبی ندارد، اگرچه برخی از جمعیت چاد پاهای عقبی را مشاهده کرده‌اند. این یوزپلنگ دارای لکه‌های سفید مشخصی در اطراف چشمانش است اما لکه‌های صورت می‌تواند از بسیار متراکم تا نسبتاً نازک متفاوت باشد. نوک دم در یوزپلنگ شمال‌شرقی آفریقا با هر دو رنگ سفید و سیاه دیده شده است، اگرچه دم برخی از یوزها سفید است. دم این زیرگونه نیز به طور قابل توجهی ضخیم است.
این زیرگونه بزرگ‌ترین اندازه سر را دارد، اما گاهی اوقات می‌تواند نسبتاً کوچک‌تر شود. با این حال، علامت سبیل ندارد. رد اشک این یوزپلنگ بسیار ناسازگار است، اما بر خلاف چهار زیرگونه دیگر، اغلب در گوشه‌های دهان ضخیم‌تر است. این یوزپلنگ تنها زیرگونه‌ای است که گزارش نشده است که تنوع رنگی نادری را نشان می‌دهد. با این حال، با وجود تیره‌ترین رنگ خز، رنگ خز برخی یوزپلنگ‌ها می‌تواند زرد کم رنگ یا تقریباً سفید نیز باشد. در آب‌وهوای سرد، مانند باغ‌وحش ویپسنید، یوزپلنگ‌های شمال شرقی آفریقا تنها زیرگونه‌های آفریقایی هستند که می‌توانند کت‌های خز زمستانی کرکی ایجاد کنند، اگرچه نسبت به یوزپلنگ آسیایی کمتر توسعه یافته‌اند.

## توزیع و زیستگاه
| کشور        | برآورد |
| ----------- | ------ |
| اتیوپی      | ۵۰۰    |
| سودان جنوبی | ۴۶۲    |
| کل          | ۹۶۲    |

یوزپلنگ شمال‌شرقی آفریقا در اریتره، جیبوتی و شمال سومالی به‌طور منطقه‌ای منقرض شده‌است. در سال ۲۰۰۷، کل جمعیت یوزپلنگ شمال‌شرقی آفریقا تقریباً ۹۵۰ نفر تخمین زده شده‌است. در اتیوپی، این زیرگونه در پارک‌های ملی اومو، ماگو و پارک ملی یانگودی راسا و در منطقه بورنا، اوگادن، عفار و مناطق همسایه بلن-عفار ساکن است. در سودان جنوبی، جمعیت در پارک‌های ملی بوما، جنوب، رادوم و پارک ملی باندینگیلو شناخته شده‌است.
در زمین‌های وسیع باز، علفزارها، مناطق نیمه خشک و سایر زیستگاه‌های باز که طعمه در آنها به وفور یافت می‌شود مانند ساوانای شرق سودان زندگی می‌کند. به‌ندرت در مناطق شمالی سودان دیده می‌شود. یوزپلنگ‌های وحشی در نیل آبی در جنوب شرقی سودان مشاهده شده‌اند.

## بوم‌شناسی و رفتار

### شکار و رژیم
یوزپلنگ‌ها گوشتخوار هستند و بیشتر از جانوران علف‌خوار مانند آهوی گرانت، خرگوش صحرایی قهوه‌ای، مرغ شاخدار و جانوران بزرگ مانند گاوگوزن، گورخر دشتی و شترمرغ شمال آفریقا در موارد کمی تغذیه می‌کنند. آهوهای سومرینگ ترجیح داده شده‌ترین طعمه هستند. با این حال، فقدان آهوهای سومرینگ در منطقه یوزپلنگ شمال‌شرقی آفریقا باعث انقراض نزدیک در سودان شد.

### دشمنان و رقبا
مانند سایر زیرگونه‌ها، آنها توسط شکارچیان بزرگ‌تر در منطقه خود، مانند شیرها، پلنگ‌ها، کفتارهای خالدار و سگ‌های وحشی در معرض تهدید و برتری هستند، زیرا می‌توانند یوزپلنگ‌ها را بکشند و لاشه آنها را بدزدند. یوزپلنگ‌ها وعده‌های غذایی خود را به کفتارهای خالدار و راه راه می‌دادند. شناخته شده است که یوزپلنگ‌ها قادر به دفاع از خود در برابر این شکارچیان نیستند. با این حال، ائتلاف یوزپلنگ‌های بالغ نر می‌توانند شکارچیان را تعقیب کنند. علاوه بر این، یک یوزپلنگ می‌تواند شغال‌ها، گرگ طلایی آفریقایی و یک سگ وحشی تنها را تعقیب کند.

## تهدیدها
یوزپلنگ شمال‌شرقی آفریقا به دلیل شکار غیرقانونی، تجارت غیرقانونی حیات وحش، شکار، از دست دادن زیستگاه و کمبود طعمه در معرض تهدید است. نرخ فزاینده‌ای از توله‌های یوزپلنگ شمال‌شرقی آفریقا که عمدتاً از سومالی‌لند به عربستان سعودی، امارات متحده عربی و یمن قاچاق می شوند، وجود دارد. بین سال‌های ۱۹۷۲ و ۲۰۰۷، کاربری زمین در منطقه عفار اتیوپی به طور قابل توجهی تغییر کرد. وسعت زمین‌های زیر کشت بیش از ۷۰۰ درصد افزایش یافت، در حالی که زمین‌های جنگلی و علفزار حدود ۹۰ درصد کاهش یافت. علت اصلی کاهش پوشش جنگلی، جمع‌آوری هیزم و تولید زغال چوب برای فروش و استفاده از چوب برای ساخت خانه است.
یوزپلنگ توسط تجارت غیرقانونی جانوران خانگی از سومالی‌لند به شدت تهدید می‌شود. توله یوزپلنگ در بازار سیاه با قیمت بیش از ۱۰۰۰۰ دلار فروخته می‌شود، اما هزینه نجات یک توله بیش از سه برابر بیشتر است. تصور می‌شود که اکثر توله‌های یوزپلنگ در اسارت قبل از اینکه از آفریقا صادر شوند می‌میرند.

## حفاظت

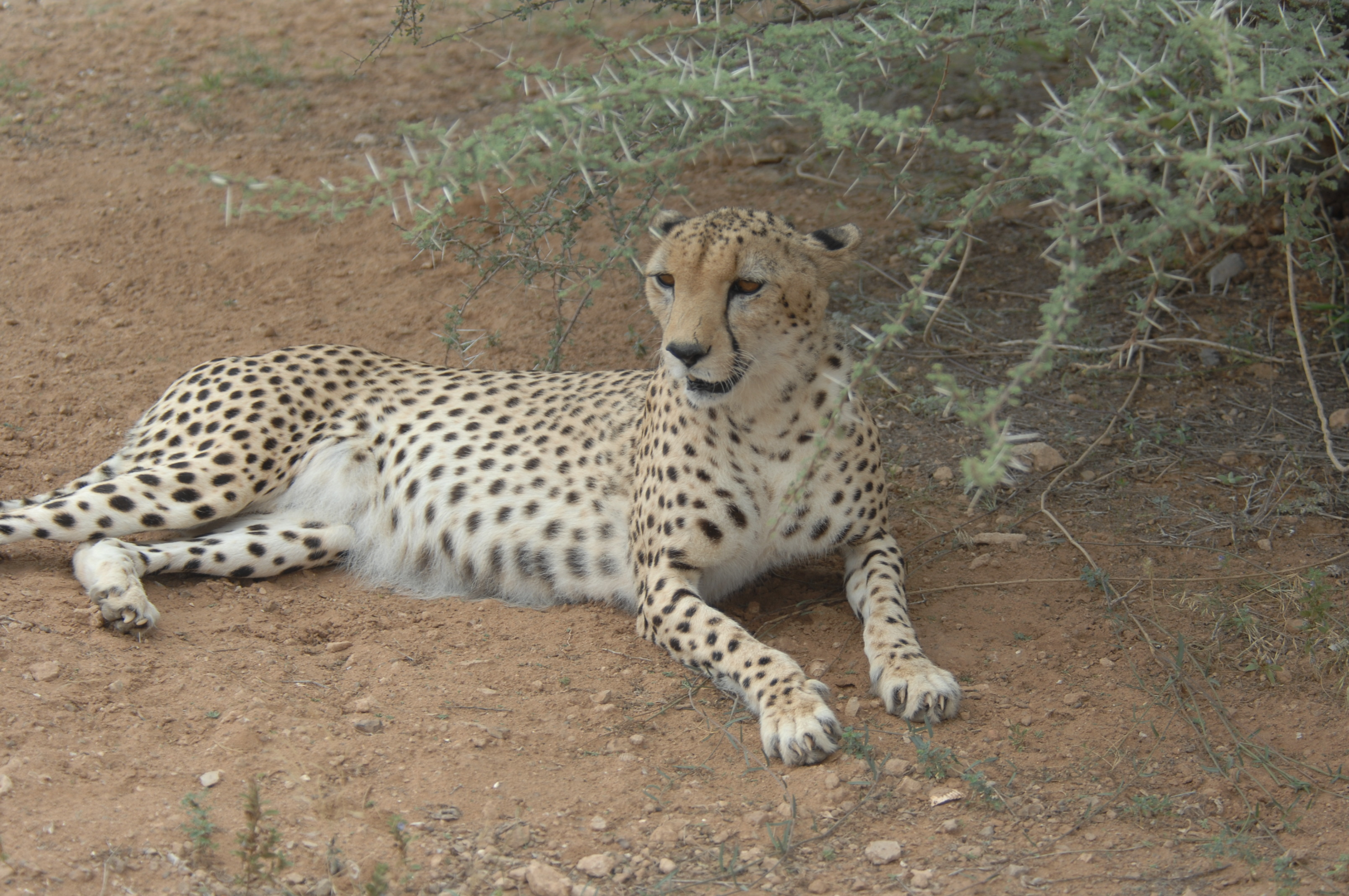
یک یوزپلنگ در پناهگاه جیبوتی

### حفاظت از حیات وحش اتیوپی
یوزپلنگ، همراه با سگ وحشی آفریقایی، نماد اتیوپی محسوب می‌شود. یک پروژه حفاظت از جانوران وحشی برای اولین بار در سال ۲۰۰۶ پس از "عدم آگاهی واقعی در اتیوپی در مورد رفتار با جانوران" آغاز شد. هدف حفاظت، اطمینان از افزایش جمعیت یوزپلنگ و سایر جانوران وحشی در معرض تهدید در اتیوپی است. به دنبال تجارت غیرقانونی جانوران خانگی توله‌های یوزپلنگ سومالی‌لند به خاورمیانه، بنیاد آزاد متولد شده اتیوپی، توله‌های یوزپلنگ را از سومالی مصادره و یک پروژه پرورش نیمه اسیر را برای آنها آغاز کرده بود تا این گونه را نجات دهد و دوباره به طبیعت بازگرداند.  یوزپلنگ‌های سومالیایی نجات یافته در Ensessakoteh در یک محوطه بزرگ زندگی می‌کنند.

### در اسارت

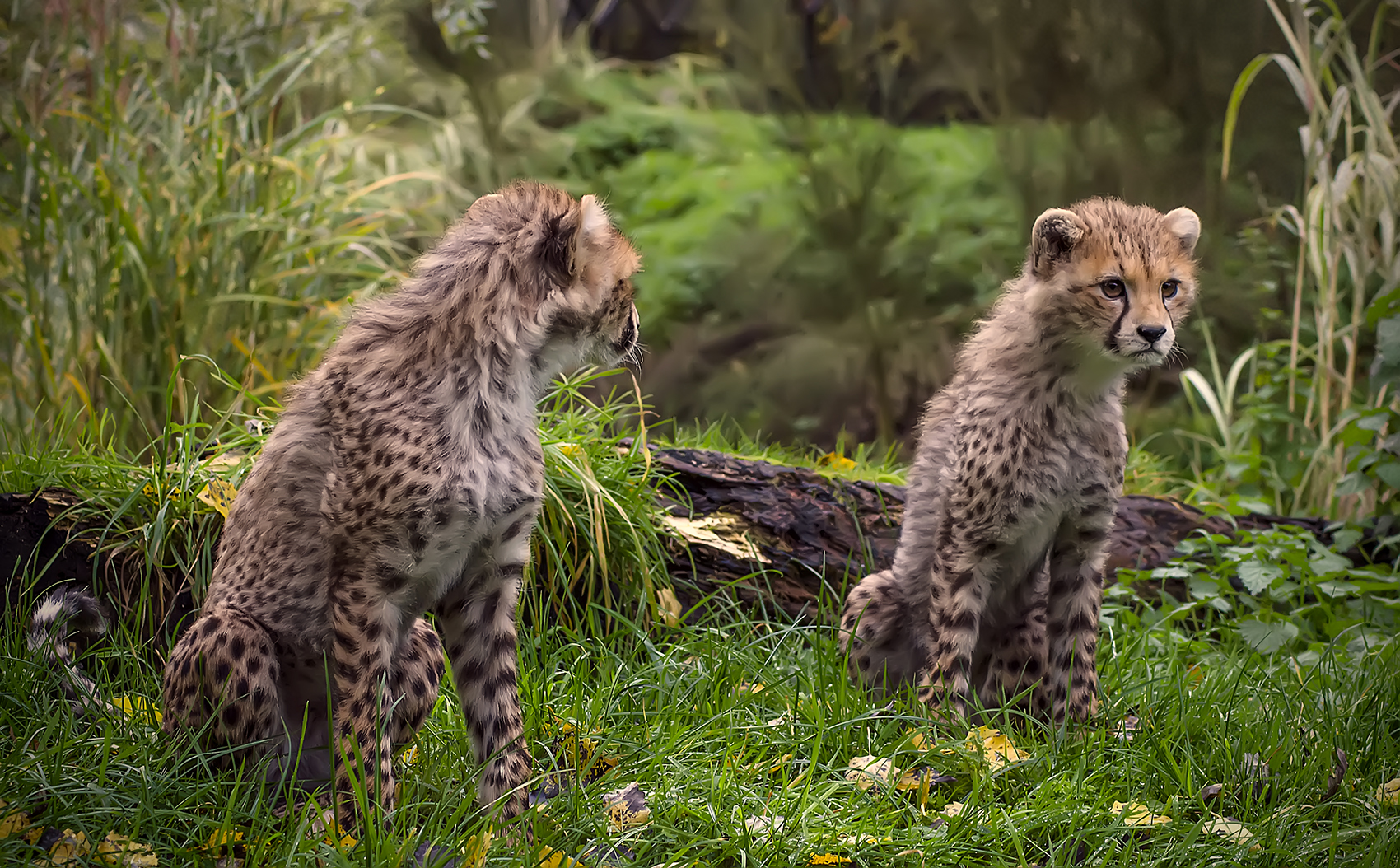
دو توله یوزپلنگ در باغ وحش چستر

برنامه‌های پرورشی از اروپا و خاورمیانه برای یوزپلنگ وجود دارد، مانند برنامه گونه‌های در معرض خطر اروپایی (EEP) که برای انجمن آبزیگاه و باغ‌وحش‌های اروپا (EAZA) محفوظ است. برنامه‌های پرورش موفقیت‌آمیز بوده است. پروژه‌های پرورش یوزپلنگ شمال‌شرقی آفریقا در اسارت پس از چندین سال کاهش جمعیت یوزپلنگ به دلیل استفاده از توله‌ها برای مقاصد تجاری، برای اولین بار در خاورمیانه آغاز شد. سپس باغ وحش‌های اروپایی پس از آن که یوزپلنگ‌های شمال‌شرقی آفریقای در اسارت از شبه‌جزیره عربستان به مجموعه‌های جانورشناسی اروپا در هلند و آلمان فرستاده شدند شروع به کار کردند.

### برنامه پرورش نیمه اسیر
یک برنامه تولید مثل برای یوزپلنگ در پناهگاه یوزپلنگ جیبوتی در شهر جیبوتی وجود دارد که برای اولین بار در سال ۲۰۰۴ آغاز شد. پناهگاه یوزپلنگ جیبوتی (همچنین به عنوان پناهگاه یوزپلنگ DECAN شناخته می‌شود) اولین بار در سال ۲۰۰۲ ساخته شد و فاز اولیه آن یک از سال بعد افتتاح شد.

### پروژه بازنگری در عربستان

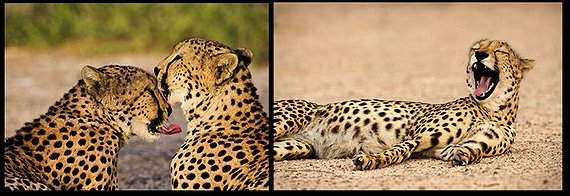
یوزپلنگ در صیر بنی‌یاس در امارات متحده عربی

همچنین یک پروژه بازگردانی از مرکز پرورش حیات وحش عرب در خطر انقراض برای یوزپلنگ‌هایی که در پارک‌های حیات وحش و آنهایی که در اسارت در خاورمیانه هستند، وجود دارد، مانند پارک حیات وحش عرب از صیر بنی‌یاس، باغ وحش العین و مرکز حیات وحش عربی شارجه از امارات متحده عربی.
یوزپلنگ‌های آسیایی زمانی در شبه‌جزیره عربستان زندگی می‌کردند تا اینکه در اوایل دهه ۱۹۷۰ در همه جای منطقه خاورمیانه منقرض شدند. پروژه بازگردانی به طور رسمی در سال ۲۰۰۸ آغاز شد، زمانی که چهار یوزپلنگ شمال‌شرقی آفریقایی متولد شده در اسارت به حیات وحش جزیره صیر بنی‌یاس برای پرسه زدن آزاد و حفظ تعادل طبیعی دوباره معرفی شدند. به یوزپلنگ‌ها آموزش داده می‌شود که تولید مثل کنند، زنده بمانند و به تنهایی از آهوهای شنی و کوهی تغذیه کنند، سپس فرزندان آنها با موفقیت این غرایز را از والدین خود یاد بگیرند.

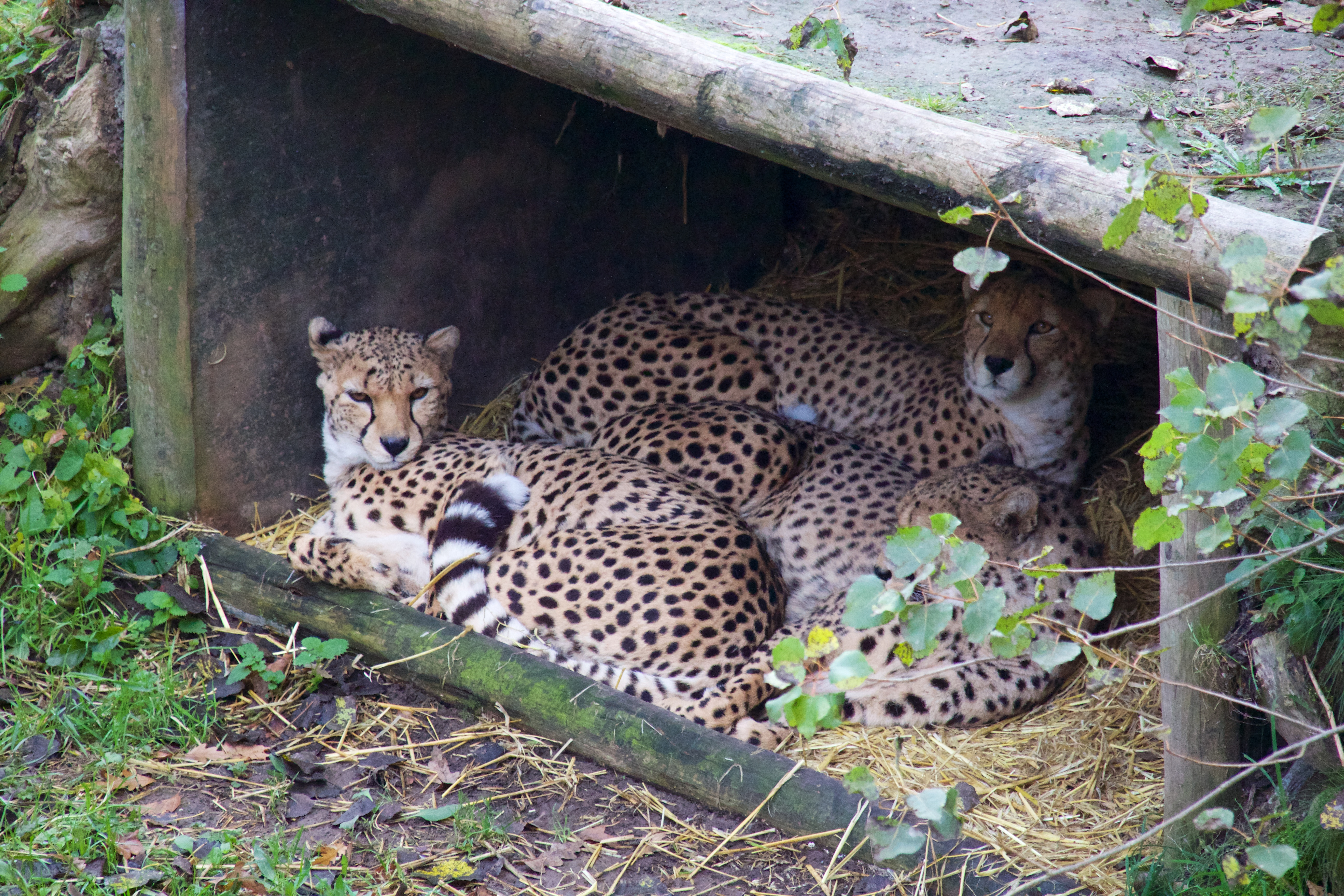
یوزپلنگ در باغ وحش چستر

یوزپلنگ‌ها به سختی پرورش می‌یابند و بنابراین، میزان بقای توله‌های یوزپلنگ هم در طبیعت و هم در اسارت کم است. با این حال، این پروژه تاکنون موفق بوده است. در آوریل ۲۰۱۰، چهار توله یوزپلنگ اول در جزیره از یک مادر یوزپلنگ شمال‌شرقی آفریقایی به نام "سفیرا" متولد شدند. به گفته تیم حفاظت، مادر توله‌ها در مراقبت از فرزندانش کار چشمگیری انجام داده است. توله‌ها به عنوان اولین یوزپلنگ متولد شده در عربستان در ۴۰ سال گذشته شناخته شده‌اند.
حفاظتگاه حیات وحش الوابرا (AWWP) از قطر، مرکز حیات وحش الدید از شارجه، مرکز حیات وحش ناکلی و مرکز حیات وحش وادی الصفا از دبی نیز بخشی از برنامه بین المللی تکثیر برای کمک به نجات جمعیت نادر یوزپلنگ است که در اسارت تولید مثل می‌کنند. برنامه‌های پرورشی خاورمیانه با هدف رهاسازی یوزپلنگ در طبیعت آفریقا است. در حال حاضر ۲۳ بالغ و ۷ توله در وادی الصفا وجود دارد.

### در اسارت
یوزپلنگ‌ها به سختی پرورش می‌یابند، به خصوص در اسارت. یوزپلنگ شمال‌شرقی آفریقا سال‌هاست که در باغ‌وحش‌های عربی مانند باغ‌وحش العین و مراکز حیات وحش عربی از قطر، شارجه و دبی در اسارت تکثیر می‌شود. یوزپلنگ‌هایی که در باغ‌وحش‌های اروپایی پرورش می‌یابند در باغ‌وحش لانداو و Tierpark برلین از آلمان، باغ‌وحش چستر، باغ‌وحش بریستول، باغ‌وحش ویپسنید و باغ‌وحش مارول از بریتانیا، باغ‌وحش د سرزا، پارک جانورشناسی بوردو پساک و باغ‌وحش لا پالمیر از فرانسه یافت می‌شوند. باغ‌وحش پلزن از جمهوری چک، باغ‌وحش سانتو ایناسیو از پرتغال، دیرن پارک آمرسفورت و سافاری پارک بیکس برگن از هلند. پارک حیات وحش فوتا از ایرلند، که صدها یوزپلنگ آفریقای جنوبی را پرورش داد، اولین یوزپلنگ شمالی خود را در سال ۲۰۱۳ پرورش داد.
اولین پروژه‌های پرورش یوزپلنگ در اسارت برای یوزپلنگ شمال‌شرقی آفریقا در مرکز حیات وحش شیخ بوتی آل مکتوم در اوایل سال ۱۹۹۴ آغاز شد، سپس مرکز پرورش عرب شارجه در اواخر سال ۲۰۰۲ و مرکز حیات وحش وادی الصفا در سال ۲۰۰۳، تا زمانی که به نژاد آفریقایی در اسارت تبدیل شد، ادامه یافت. از خاورمیانه به دو باغ‌وحش اروپایی، باغ‌وحش لانداو و سافاری پارک بیکس برگن فرستاده شدند. باغ‌وحش لا پالمیر یوزپلنگ‌ها را ۶ ماه بعد نیز دریافت می‌کند.

### یوزپلنگ‌های رام شده

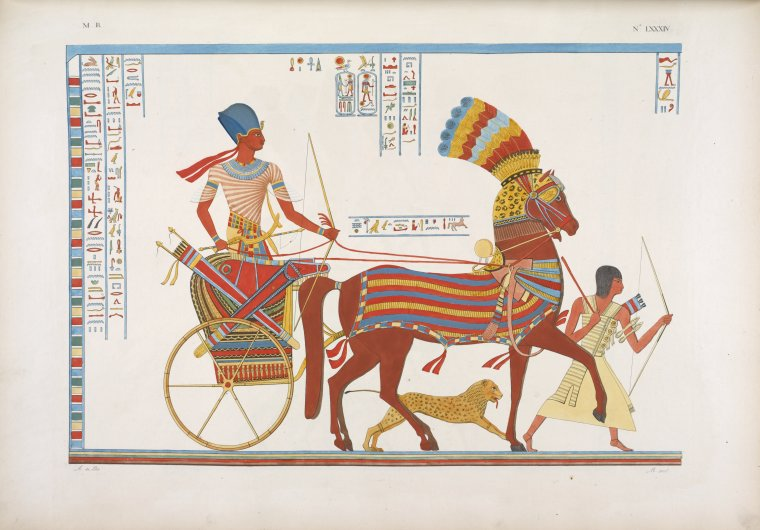
ارابه مصری، همراه با یوزپلنگ و برده

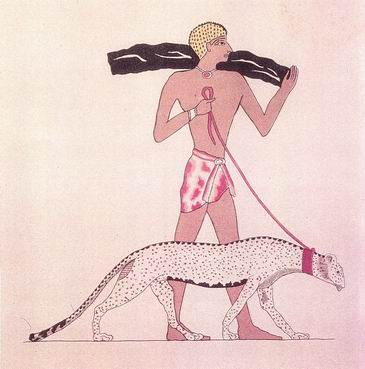
یک قبیله که به عنوان ادای احترام به پادشاه تبس یوزپلنگ و آبنوس آورد (حدود ۱۷۰۰ سال قبل از میلاد)

هر دو قاره آفریقا و آسیا در قرن نوزدهم ۱۰۰٫۰۰۰ یوزپلنگ داشتند. یوزپلنگ‌ها زمانی در شمال، مرکز و شاخ آفریقا زیاد بودند. آنها در مصر و لیبی در شمال آفریقا، از سومالی تا نیجر در شمال شرقی و مرکز آفریقا بودند. یوزپلنگ‌ها رام شده، آموزش دیده و جانوران گیاه‌خوار را شکار می‌کنند. مصریان باستان زمانی که در مصر زندگی می‌کردند، اغلب یوزپلنگ‌ها را نگهداری می‌کردند و آنها را به عنوان جانور خانگی بزرگ می‌کردند و همچنین آنها را برای شکار پستانداران اهلی و تربیت می‌کردند. یوزپلنگ‌های رام شده را با گاری‌های پایین و یا با اسب به مزارع شکار می‌بردند و با کلاه و چشم بند بسته می‌کردند و با افسار نگه می‌داشتند. وقتی طعمه به اندازه کافی نزدیک می‌شد، یوزپلنگ‌ها را رها می‌کردند تا به دنبال آن بروند.
این سنت مصری بود که بعداً به ایرانیان باستان منتقل شد و به هند آورده شد، جایی که این سنت با یوزپلنگ آسیایی توسط شاهزادگان هندی تا قرن دوازدهم ادامه یافت.